# Félix Malloum
Félix Malloum N’Gakoutou eller Félix Malloum Ngakoutou Bey-Ndi, född 13 september 1932 i Sarh, Franska Ekvatorialafrika, död 12 juni 2009 i Paris, Frankrike, var en tchadisk politiker. Han var landets president från den 15 april 1975 till den 23 mars 1979 samt regeringschef från den 15 april 1975 till den 29 augusti 1978. Malloum avled den 12 juni 2009 på Amerikanska sjukhuset i Paris.